# Cúp bóng đá Phần Lan 2014
Cúp bóng đá Phần Lan 2014 (Suomen Cup) là mùa giải thứ 60 của Cúp bóng đá Phần Lan. Có 152 câu lạc bộ tham gia giải đấu, bao gồm tất cả các câu lạc bộ ở hai hạng đấu cao nhất của hệ thống giải bóng đá Phần Lan (Veikkausliiga và Ykkönen), 29 câu lạc bộ ở Kakkonen và 101 câu lạc bộ ở các hạng thấp hơn. Đội vô địch giành quyền tham gia vòng loại của UEFA Europa League 2015–16.

## Đội bóng
| Vòng đấu | Ngày thi đấu                      | Số câu lạc bộ tham gia | Số câu lạc bộ thắng từ vòng trước | Số câu lạc bộ mới vào vòng này | Giải đấu tham gia vòng này         |
| -------- | --------------------------------- | ---------------------- | --------------------------------- | ------------------------------ | ---------------------------------- |
| Vòng Một | 15 Dec 2013 – 13 tháng 2 năm 2014 | 70                     | −                                 | 70                             | Kolmonen and lower levels (70 đội) |
| Vòng Hai | 15 Dec 2013 – 13 tháng 2 năm 2014 | 66                     | 35                                | 31                             | Kolmonen and lower levels (31 đội) |
| Vòng Ba  | 18 tháng Hai – 12 tháng Ba        | 72                     | 33                                | 39                             | Ykkönen (10 đội) Kakkonen (29 đội) |
| Vòng Bốn | 3–18 tháng Ba                     | 40                     | 36                                | 4                              | Veikkausliiga (4 đội)              |
| Vòng Năm | 19 tháng Ba – 6 tháng Tư          | 24                     | 20                                | 4                              | Veikkausliiga (4 đội)              |
| Vòng Sáu | 9–10 tháng Tư                     | 16                     | 12                                | 4                              | Veikkausliiga (4 đội)              |
| Tứ kết   | 30 tháng Tư                       | 8                      | 8                                 | −                              | −                                  |
| Bán kết  | 16 tháng Tám                      | 4                      | 4                                 | −                              | −                                  |
| Final    | 27 tháng Chín                     | 2                      | 2                                 | −                              | −                                  |

## Vòng Một
70 đội ở Kolmonen và các hạng thấp hơn tham gia vòng này. Lễ bốc thăm Vòng Một và Vồng Hai diễn ra ngày 12 tháng 12 năm 2013.
| 29 tháng 12 năm 2013 | tháng Mộtakkalan Pallo (5D) | v (3–2 p) | Loiske (3D) | Hämeenlinna                       |  |
| 14:15 EET            | Kinnunen 80', 80+4'         |           |             | Sân vận động: Säästöpankki Areena |  |

| 4 tháng 1 năm 2014 | PPV/2 (6D)             | v | FC Spede (6D) | Helsinki                                               |  |
| 14:00 EET          | Sorri · Sorri · (l.n.) |   | Hyttinen      | Sân vận động: Talin halli Trọng tài: Mohammed al-Emara |  |

| 4 tháng 1 năm 2014 | FC KaKe (5D)                                                 | v | HDS Mondial (5D) | Helsinki                  |  |
| 15:30 EET          | Hiitola 11', 45', 61' · Niemi 20' · Mäkelä 77' · Rauhala 80' |   |                  | Sân vận động: Talin halli |  |

| 6 tháng 1 năm 2014 | ToU/2 (5D) | v | Joensuun Palloseura (3D)                                                                                                 | Kuopio                    |  |
| 11:30 EET          |            |   | Nevalainen · Mähönen · Naakka · Voutilainen · Voutilainen · Kajander · Voutilainen · Mähönen · Naakka · Mähönen · (l.n.) | Sân vận động: Kuopiohalli |  |

| 6 tháng 1 năm 2014 | Toivalan Urheilijat (4D) | v | Siilinjärven Palloseura (3D) | Kuopio                    |  |
| 20:00 EET          |                          |   |                              | Sân vận động: Kuopiohalli |  |

| 11 tháng 1 năm 2014 | FC POHU Akatemia (5D) | v | Töölön Taisto (3D) | Helsinki                  |  |
| 14:45 EET           |                       |   | Braganza · Klinga  | Sân vận động: Talin halli |  |

| 11 tháng 1 năm 2014 | HJK-j/Töölö (6D) | v | Helsingin Palloseura (3D) | Helsinki                                                              |  |
| 16:30 EET           | Paavola          |   |                           | Sân vận động: Talin halli Lượng khán giả: 400 Trọng tài: Topias Tuira |  |

| 11 tháng 1 năm 2014 | PoPo (6D) | v | FC Peltirumpu (3D)              | Kotka                               |  |
| 18:00 EET           |           |   | Koskinen 25', 67' · Iiskola 54' | Sân vận động: Ruonalan urheiluhalli |  |

| 11 tháng 1 năm 2014 | HIFK/3 (4D) | v | Kallion Stallions (6D) | Helsinki                                                |  |
| 18:30 EET           |             |   |                        | Sân vận động: Kartanon kenttä Trọng tài: Mansaray Foday |  |

| 16 tháng 1 năm 2014 | Edsevö Bollklubb (6D) | v | KPV-j (4D)                                               | Kokkola                    |  |
| 21:00 EET           |                       |   | Korkiakangas (2) Hakala (6) Malwal Garang (3) Ahvenkoski | Sân vận động: Kipparihalli |  |

| 17 tháng 1 năm 2014 | Helsingin Ponnistus (4D) | v | HIFK/4 (6D)      | Helsinki                                                    |  |
| 20:30 EET           |                          |   | Ravattinen Tuomi | Sân vận động: Töölön pallokenttä 6 Trọng tài: Sami Juselius |  |

| 18 tháng 1 năm 2014 | Kaarinan Reipas (4D) | v | Toejoen Veikot (3D) | Kaarina                          |  |
| 17:00 EET           |                      |   |                     | Sân vận động: Kaarinan tekonurmi |  |

| 18 tháng 1 năm 2014 | SAPA (3D) | v | Laajasalon Palloseura (3D) | Helsinki                                                       |  |
| 18:00 EET           | Vanhatalo |   |                            | Sân vận động: Töölön pallokenttä 6 Trọng tài: Petteri Kajanmaa |  |

| 18 tháng 1 năm 2014 | Orimattilan Pedot (4D) | v (5–6 p) | Tuusulan Palloseura (3D) | Lahti                 |  |
| 18:00 EET           |                        |           |                          | Sân vận động: Mukkula |  |

| 18 tháng 1 năm 2014 | Malax IF (4D) | v | Black Islanders (6D) | Vaasa                                          |  |
| 18:00 EET           |               |   |                      | Sân vận động: Botniahalli Trọng tài: Leif Rönn |  |

| 18 tháng 1 năm 2014 | FC SUMU (4D) | v | HPS/2 (4D)                  | Helsinki                                                            |  |
| 19:30 EET           |              |   | Lehtonen Löfberg Peltoniemi | Sân vận động: Töölön pallokenttä 6 Trọng tài: tháng Mộtne Ylijääskö |  |

| 18 tháng 1 năm 2014 | FC Korso United (5D) | v | SexyPöxyt (3D) | Espoo                            |  |
| 20:00 EET           |                      |   |                | Sân vận động: Laaksolahden halli |  |

| 19 tháng 1 năm 2014 | Kuopion Elo (5D) | v | SC Riverball (3D) | Kuopio                    |  |
| 20:30 EET           |                  |   | Eskelinen 44'     | Sân vận động: Kuopiohalli |  |

| 19 tháng 1 năm 2014 | LeKi-Futis (4D) | v | Parolan Visa (5D) | Tampere                   |  |
| 20:40 EET           |                 |   |                   | Sân vận động: Pirkkahalli |  |

| 22 tháng 1 năm 2014 | Järvelän Jäppärä (6D) | v | Ekenäs Sport Club (3D) | Lahti                 |  |
| 21:00 EET           |                       |   |                        | Sân vận động: Mukkula |  |

| 23 tháng 1 năm 2014 | GrIFK/2 (5D) | v | Riihimäen Palloseura (3D) | Tammela                                  |  |
| 20:30 EET           |              |   |                           | Sân vận động: Eerikkilän jalkapallohalli |  |

| 24 tháng 1 năm 2014 | Gnistan/2 (4D) | v | Kiffen (3D) | Helsinki                           |  |
| 20:30 EET           |                |   |             | Sân vận động: Töölön pallokenttä 6 |  |

| 25 tháng 1 năm 2014 | SAPA/M3 (4D) | v | Gnistan/Ogeli (4D) | Helsinki                                              |  |
| 14:15 EET           |              |   | Degerstedt         | Sân vận động: Talin halli Trọng tài: Elmin Salkicevic |  |

| 25 tháng 1 năm 2014 | LeJa Trẻ (5D) | v | MPS/Atletico Malmi (3D)                                      | Helsinki                                                       |  |
| 18:00 EET           |               |   | Vapaa 2 Hannula 3 Kauti 2 Huupponen Rintala Putkonen Lehti 2 | Sân vận động: Töölön pallokenttä 6 Trọng tài: Elmin Salkicevic |  |

| 25 tháng 1 năm 2014 | Tampereen Peli-Pojat-70 (4D) | v | Apassit (5D) | Tampere                   |  |
| 18:00 EET           |                              |   |              | Sân vận động: Pirkkahalli |  |

| 25 tháng 1 năm 2014 | Club Latino Español (6D) | v | PK-35/VJS Akatemia (3D)                      | Helsinki                                               |  |
| 18:30 EET           |                          |   | Lepistö Mielonen Halimi Laiteenmäki own goal | Sân vận động: Kartanon kenttä Trọng tài: Kaoua Mahfoud |  |

| 26 tháng 1 năm 2014 | Kokkolan Palloseura (4D) | v | Rollon Pojat (4D) | Kokkola                    |  |
| 13:00 EET           |                          |   |                   | Sân vận động: Kipparihalli |  |

| 26 tháng 1 năm 2014 | FC Pisa (5D) | v | Hämeenlinnan Härmä (3D) | Hämeenlinna           |  |
| 13:15 EET           |              |   |                         | Sân vận động: Pulleri |  |

| 26 tháng 1 năm 2014 | FC Inter/2 (4D) | v | VG-62 (3D)   | Turku                    |  |
| 16:15 EET           |                 |   | Salo 2 Virta | Sân vận động: Kupittaa 5 |  |

| 26 tháng 1 năm 2014 | FC Hieho (5D) | v | Herttoniemen Toverit (3D) | Helsinki                           |  |
| 19:30 EET           |               |   |                           | Sân vận động: Töölön pallokenttä 6 |  |

| 26 tháng 1 năm 2014 | Valkealan Kajo (4D) | v | HaPK (3D) | Kuusankoski                       |  |
| 19:30 EET           |                     |   |           | Sân vận động: Sami Hyypiä -areena |  |

| 30 tháng 1 năm 2014 | Paimion Haka (4D) | v | MynPa (5D) | Kaarina                                                 |  |
| 20:15 EET           |                   |   |            | Sân vận động: Kaarinan tekonurmi Trọng tài: Nermin Okic |  |

| 1 tháng 2 năm 2014 | JFC Helsinki (6D) | v | FC Kontu (3D)                         | Helsinki                                           |  |
| 21:00 EET          |                   |   | Miettinen Venäläinen Räsänen Palomäki | Sân vận động: Talin halli Trọng tài: Sami Juselius |  |

| 7 tháng 2 năm 2014 | PPJ (5D) | v | HIFK/2 (3D) | Helsinki                  |  |
| 21:00 EET          |          |   |             | Sân vận động: Talin halli |  |

| 8 tháng 2 năm 2014 | I-HK (4D) | v | Etelä-Espoon Pallo (3D) | Vantaa                               |  |
| 14:00 EET          |           |   |                         | Sân vận động: Itä-Hakkilan tekonurmi |  |

## Vòng Hai
Vòng Hai có sự tham gia của 35 đội thắng ở vòng trước và 31 đội thi đấu ở Kolmonen và các hạng đấu thấp hơn nhưng được miễn đấu. Lễ bốc thăm Vòng Một và Vòng Hai diễn ra ngày 12 tháng 12 năm 2013.
| 11 tháng 1 năm 2014 | Hyvinkään Ares (6D) | v | Nurmijärven Jalkapalloseura (3D)                                                          | Hyvinkää                         |  |
| 11:00 EET           |                     |   | Aittasalmi · Murto · Roulamo · Roulamo · Roulamo · Roulamo · Roulamo · Murto · Aittasalmi | Sân vận động: Kankurin tekonurmi |  |

| 26 tháng 1 năm 2014 | FC Rauma (5D) | v | Peimari United (5D)                        | Rauma                           |  |
| 16:00 EET           | Vainiola 72'  |   | Eriksson 6' · Salmiosalo 18', 20' · Nguyen | Sân vận động: Äijänsuon stadion |  |

| 31 tháng 1 năm 2014 | HJK-j/Kannelmäki (4D) | v | Kiffen (3D)                  | Helsinki                                                        |  |
| 20:30 EET           |                       |   | Mainas · Komulainen · Lokake | Sân vận động: Töölön pallokenttä 6 Trọng tài: Mohammed al-Emara |  |

| 2 tháng 2 năm 2014 | Sudet/reservi (4D) | v | FC ETAPO (6D) | Kouvola                           |  |
| 12:30 EET          |                    |   |               | Sân vận động: Lehtomäen tekonurmi |  |

| 2 tháng 2 năm 2014 | tháng Mộtakkalan Pallo (5D)           | v | Tampereen Peli-Pojat-70 (4D) | Hämeenlinna                                           |  |
| 18:15 EET          | Jortikka · Paloposki (ph.đ.) · Humppi |   |                              | Sân vận động: Säästöpankki Areena Lượng khán giả: 109 |  |

| 2 tháng 2 năm 2014 | HaPK (3D)                | v | FC Peltirumpu (3D)                                                   | Kotka                        |  |
|                    | Mikkola 22' · Hassan 32' |   | Koskinen 20', 53' · Raatikainen 44' · Laherto 54', 76' · Iiskola 65' | Sân vận động: Ruonalan halli |  |

| 4 tháng 2 năm 2014 | Valkeakosken Koskenpojat (4D) | v | Mäntän Valo (5D) | Valkeakoski          |  |
| 19:30 EET          |                               |   |                  | Sân vận động: Sahara |  |

| 6 tháng 2 năm 2014 | Nopsa (3D)   | v | Tuusulan Palloseura (3D)                                | Nastola                        |  |
| 18:15 EET          | Kinnunen 53' |   | Tiira 15', 59' · Ravi 40' · Lehtonen 78' · Honkanen 80' | Sân vận động: Pajulahden halli |  |

| 6 tháng 2 năm 2014 | SC Riverball (3D) | v | Joensuun Palloseura (3D) | Joensuu                      |  |
| 20:30 EET          |                   |   | Saarinen · Saarinen      | Sân vận động: Joensuu-Areena |  |

| 7 tháng 2 năm 2014 | Siilinjärven Palloseura (3D)                | v | Äänekosken Huima (3D) | Kuopio                    |  |
| 20:00 EET          | Kasurinen 11' · Roivainen 12' · Kouvalainen |   |                       | Sân vận động: Kuopiohalli |  |

| 7 tháng 2 năm 2014 | HIFK/3 (4D) | v (4–3 p)                                                   | SAPA (3D)    | Helsinki                           |  |
| 20:30 EET          |             |                                                             | Merikari 78' | Sân vận động: Töölön pallokenttä 6 |  |
|                    |             | Loạt sút luân lưu                                           |              |                                    |  |
|                    |             | Nieminen · Merikari · Koivisto · Peci · Helppi · Henriksson |              |                                    |  |

| 8 tháng 2 năm 2014 | PPV/2 (6D) | v | Gnistan/Ogeli (4D) | Helsinki                  |  |
| 08:00 EET          |            |   |                    | Sân vận động: Talin halli |  |

| 8 tháng 2 năm 2014 | HJK-j/Töölö (6D)                                            | v | Gnistan/IP (6D) | Helsinki                                              |  |
| 09:30 EET          | Paavola · Roiko · Pohja · Nylund · Haapala · Roiha · Geagea |   | Panov · Afizou  | Sân vận động: Talin halli Trọng tài: Petteri Kajanmaa |  |

| 8 tháng 2 năm 2014 | FC Pisa (5D) | v | Forssan Jalkapalloklubi (4D) | Valkeakoski          |  |
| 11:00 EET          |              |   | Kaseva                       | Sân vận động: Sahara |  |

| 8 tháng 2 năm 2014 | Jukola Jaguars (5D) | v (1–2 p) | Nekalan Pallo (4D) | Hämeenlinna                       |  |
| 15:00 EET          |                     |           |                    | Sân vận động: Säästöpankki Areena |  |

| 8 tháng 2 năm 2014 | Rollon Pojat (4D)           | v | Malax IF (4D) | Rovaniemi                |  |
| 17:30 EET          | Kiistala 51' · Aaltonen 62' |   |               | Sân vận động: Ounashalli |  |

| 8 tháng 2 năm 2014 | MPS/Atletico Akatemia (6D) | v | FC SUMU/SOB (6D)  | Helsinki                                                       |  |
| 18:00 EET          |                            |   | Tiusanen Anttonen | Sân vận động: Töölön pallokenttä 6 Trọng tài: Georg Borodavkin |  |

| 8 tháng 2 năm 2014 | FC Honka/A2 (6D) | v (6–5 p) | SexyPöxyt (3D) | Espoo                            |  |
| 20:00 EET          |                  |           |                | Sân vận động: Laaksolahden halli |  |

| 9 tháng 2 năm 2014 | KPV-j (4D) | v | Kajaanin Haka (3D) | Kokkola                    |  |
| 16:00 EET          |            |   |                    | Sân vận động: Kipparihalli |  |

| 9 tháng 2 năm 2014 | VG-62 (3D) | v | Jomala IK (3D) | Naantali               |  |
| 17:15 EET          |            |   |                | Sân vận động: Karvetti |  |

| 10 tháng 2 năm 2014 | Laaksolahden Atleettiklubi (5D) | v | IF Sibbo-Vargarna (3D) | Sipoo                               |  |
| 20:30 EET           |                                 |   |                        | Sân vận động: Söderkullan tekonurmi |  |

| 10 tháng 2 năm 2014 | TamU-K (4D) | v | LeKi-Futis (4D) | Tampere                   |  |
| 22:30 EET           |             |   |                 | Sân vận động: Pirkkahalli |  |

| 11 tháng 2 năm 2014 | Mäntsälän Urheilijat (6D) | v | Riihimäen Palloseura (3D) | Mäntsälä                          |  |
| 19:00 EET           |                           |   |                           | Sân vận động: Mäntsälän tekonurmi |  |

| 11 tháng 2 năm 2014 | Ekenäs Sport Club (3D) | v | Hyvinkään Palloseura (3D) | Hyvinkää                         |  |
| 19:30 EET           |                        |   |                           | Sân vận động: Kankurin tekonurmi |  |

| 11 tháng 2 năm 2014 | Kaarinan Reipas (4D) | v | Paimion Haka (4D) | Kaarina                             |  |
| 20:00 EET           |                      |   |                   | Sân vận động: Kaarinan keskuskenttä |  |

| 12 tháng 2 năm 2014 | Union Plaani (6D) | v | Sudet (3D) | Lahti                        |  |
| 21:00 EET           |                   |   |            | Sân vận động: Mukkulan halli |  |

| 14 tháng 2 năm 2014 | Espoon Palloseura (4D) | v | Etelä-Espoon Pallo (3D) | Espoo                                |  |
| 19:30 EET           |                        |   |                         | Sân vận động: Espoonlahden tekonurmi |  |

| 14 tháng 2 năm 2014 | Töölön Vesa (4D) | v | Herttoniemen Toverit (3D) | Helsinki                           |  |
| 20:30 EET           |                  |   |                           | Sân vận động: Töölön pallokenttä 6 |  |

| 15 tháng 2 năm 2014 | FC Kontu (3D) | v (4–3 p) | PK-35/VJS Akatemia (3D) | Helsinki                                                   |  |
| 11:00 EET           | Miettinen     |           | Diasonama               | Sân vận động: Talin halli Trọng tài: tháng Mộtne Ylijääskö |  |

| 15 tháng 2 năm 2014 | Töölön Taisto (3D)          | v (4–2 p) | MPS/Atletico Malmi (3D) | Helsinki                                              |  |
| 12:30 EET           | Klinga Luokkamäki Laakkonen |           | Kouri Nurkka Tranbinh   | Sân vận động: Talin halli Trọng tài: Risto Lehikoinen |  |

| 15 tháng 2 năm 2014 | HJK-j/Laajasalo (4D) | v (2–3 p) | HPS/2 (4D) | Helsinki |
| 20:30 EET           |                      |           |            |          |

| 18 tháng 2 năm 2014 | HIFK/4 (6D) | v | FC HEIV (6D) | Helsinki                  |  |
| 17:00 EET           |             |   |              | Sân vận động: Talin halli |  |

| 22 tháng 2 năm 2014 | FC KaKe (5D) | v | HIFK/2 (3D) | Helsinki                           |  |
| 18:00 EET           |              |   |             | Sân vận động: Töölön pallokenttä 6 |  |

## Vòng Ba
Vòng Ba có sự tham gia của 33 đội thắng ở Vòng Hai và 39 đội bóng ở Ykkönen và Kakkonen. Lễ bốc thăm vòng này diễn ra vào ngày 5 tháng 2 năm 2014, và các trận đấu diễn ra từ ngày 14 tháng Hai đến ngày 7 tháng Ba.
| 19 tháng 2 năm 2014 | GBK (2D)      | v | AC Oulu (1D)                                      | Kokkola                    |  |
| 19:00 EET           | Hohenthal 50' |   | A. Nurmela 52' · Sohlo 83' · Satfsula 85' (ph.đ.) | Sân vận động: Kipparihalli |  |

| 20 tháng 2 năm 2014 | Valkeakosken Koskenpojat (4D) | v | TPV (2D)                                                                                | Valkeakoski          |  |
| 19:30 EET           |                               |   | Intala 13' · Karvonen 28', 43', 46' · Korsunov 53' · Muhumud 65' · Lindroos 89' (ph.đ.) | Sân vận động: Sahara |  |

| 22 tháng 2 năm 2014 | FC SUMU/SOB (6D) | v | KäPa (2D)                                      | Helsinki                  |  |
| 08:45 EET           |                  |   | Penttinen 25' · Tshibasu 48' · T. Kallonen 73' | Sân vận động: Talin halli |  |

| 22 tháng 2 năm 2014 | Gnistan/Ogeli (4D)           | v | HIFK/3 (4D) | Helsinki                  |  |
| 14:00 EET           | Virkkunen 22' · Pitkänen 57' |   |             | Sân vận động: Talin halli |  |

| 23 tháng 2 năm 2014 | Riihimäen Palloseura (3D) | v | Sudet (3D)                                      | Tammela                 |  |
| 20:00 EET           |                           |   | Nakari 13', 46' · Hermunen 18' · Venäläinen 52' | Sân vận động: Eerikkilä |  |

| 28 tháng 2 năm 2014 | HIFK/2 (3D) | v | HIFK (1D)                                                   | Helsinki                 |  |
| 20:00 EET           | Jännes 61'  |   | Priha 39' · Terävä 51', 90' · Kuusijärvi 55' · Karlsson 83' | Sân vận động: Talinhalli |  |

| 1 tháng 3 năm 2014 | Töölön Vesa (4D) | v | FC Kontu (3D)                                   | Helsinki                                                   |  |
| 08:45 EET          | Virtanen 64'     |   | Miettinen 52' · Vuotovesi 68' · Vento(o.g.) 75' | Sân vận động: Talinhalli Trọng tài: tháng Mộtne Suvensalmi |  |

| 1 tháng 3 năm 2014 | Sudet/reservi (4D) | v | EIF (2D)                                  | Kuusankoski                      |  |
| 12:45 EET          |                    |   | Källman 29' · Estlander 37' · Sevón 45+1' | Sân vận động: Sami Hyypiä Areena |  |

| 1 tháng 3 năm 2014 | HJK-j/Töölö (6D)           | v | Gnistan (2D) | Helsinki                         |  |
| 13:15 EET          | Helin 35' · Savolainen 75' |   | Pastila 16'  | Sân vận động: Töölön Pallokenttä |  |

| 1 tháng 3 năm 2014 | Rollon Pojat (4D)              | v (s.h.p.) | PS Kemi (2D)                                                     | Rovaniemi                |  |
| 14:00 EET          | Petäjäjärvi 39' · Tyystälä 58' |            | Gustavsson 13' · Peltoniemi 63' (ph.đ.) · Eissele 93', 97', 105' | Sân vận động: Ounashalli |  |

| 1 tháng 3 năm 2014 | PK Keski-Uusimaa (2D) | v | FC KTP (1D)                                    | Kerava                              |  |
| 15:00 EET          |                       |   | Kaivonurmi 14', 79' · Tyyskä 44' · Mulvany 88' | Sân vận động: Kalevan urheilupuisto |  |

| 1 tháng 3 năm 2014 | FC Peltirumpu (3D)                  | v (s.h.p.) (4–3 p) | FC Espoo (2D)           | Kouvola                           |  |
| 15:30 EET          | tháng Battila 26' · Raatikainen 44' |                    | Saranen 23' · Sorsa 60' | Sân vận động: Lehtomäen tekonurmi |  |

| 1 tháng 3 năm 2014 | HPS/2 (4D)      | v | Klubi 04 (2D)                                            | Helsinki                 |  |
| 15:45 EET          | Koitilainen 57' |   | Anyamele 9' · Vanhala 43' · Kastrati 63' · Shirkhani 78' | Sân vận động: Talinhalli |  |

| 1 tháng 3 năm 2014 | KPV-j (4D)  | v | JBK (2D)                   | Kokkola                                       |  |
| 16:00 EET          | Laitala 34' |   | Alawo 11' · Knuts 38', 75' | Sân vận động: Kipparihalli Lượng khán giả: 83 |  |

| 1 tháng 3 năm 2014 | Atlantis FC (2D)                                             | v | FC Myllypuro (2D) | Helsinki                  |  |
| 18:30 EET          | Adriano 1', 62' · Tukiainen 4', 31' · Chidi 58' · Sipilä 75' |   |                   | Sân vận động: Talin halli |  |

| 2 tháng 3 năm 2014 | FC Pisa (5D) | v | Nekalan Pallo (4D)                | Valkeakoski          |  |
| 13:00 EET          | Vilenius 58' |   | Hyysalo 5' · Räisänen 26' (ph.đ.) | Sân vận động: Sahara |  |

| 2 tháng 3 năm 2014 | MaPS (2D) | v | FC Jazz (1D)              | Naantali                         |  |
| 13:45 EET          |           |   | Rantala 62' · Ukwuoma 85' | Sân vận động: Karvetin tekonurmi |  |

| 2 tháng 3 năm 2014 | Hyvinkään Palloseura (3D) | v | FC Futura (2D)                       | Hyvinkää                  |  |
| 14:00 EET          |                           |   | Backman 17' · Kuusela 37' · Pösö 84' | Sân vận động: Kankurin TN |  |

| 2 tháng 3 năm 2014 | LeKi-Futis (4D)                                 | v | tháng Mộtakkalan Pallo (5D)                      | Hämeenlinna                       |  |
| 14:15 EET          | Lehtimäki 7', 30' · Heikkilä 20' · Niskanen 70' |   | Lehtonen 4' · Tuomela 19' · Nieminen 84' (ph.đ.) | Sân vận động: Säästöpankki-areena |  |

| 4 tháng 3 năm 2014                                    | Kiffen (3D) | v (s.h.p.) (5–4 p)                  | Pallohonka (2D) | Espoo                                                       |  |
| 20:00 EET                                             |             |                                     |                 | Sân vận động: Espoonlahden tekonurmi Trọng tài: Gezim Arifi |  |
|                                                       |             | Loạt sút luân lưu                   |                 |                                                             |  |
| Pirinen · Iikkanen · Jääskeläinen · Kovalenko · Barsk |             | Keijama · Haapala · Jokela · Laevuo |                 |                                                             |  |

| 5 tháng 3 năm 2014 | KPV (2D) | v | AC Kajaani (2D) | Kokkola                    |  |
| 18:30 EET          |          |   | Nzekwe 73'      | Sân vận động: Kipparihalli |  |

| 5 tháng 3 năm 2014 | Nurmijärven Jalkapalloseura (3D)             | v (s.h.p.) | Tuusulan Palloseura (3D)                       | Nurmijärvi                                               |  |
| 20:00 EET          | Roulamo 2', 55' · Järvenpää 82' · Murto 101' |            | Leikhông cón 47' · J. Tiira 72' · M. Tiira 84' | Sân vận động: Klaukkalan uusi TN Trọng tài: Joni Taipale |  |

| 7 tháng 3 năm 2014 | Paimion Haka (4D) | v | ÅIFK (2D)      | Paimio                             |  |
| 18:30 EET          |                   |   | Ojanperä 90+4' | Sân vận động: Paimion keskuskenttä |  |

| 7 tháng 3 năm 2014 | FC Honka/A2 (6D) | v | BK-46 (2D)                      | Espoo                           |  |
| 20:00 EET          |                  |   | Lucas · Källberg · Kuqi · Brain | Sân vận động: Ratiopharm Areena |  |

| 7 tháng 3 năm 2014 | Peimari United (5D)                           | v (s.h.p.) | Pallo-Iirot (2D)                                                 | Paimio                                                    |  |
| 20:30 EET          | Vihervirta 20' · Vornanen 32' · Pirhonen 110' |            | Laine 26' (l.n.) · Mettälä 39' · Valtanen 92' · Tuuri 117', 120' | Sân vận động: Paimion keskuskenttä Trọng tài: Joni Hyytiä |  |

| 8 tháng 3 năm 2014 | Jippo (1D) | v | FC Haka (1D)                                              | Joensuu                                                                              |  |
| 14:00 EET          |            |   | Metzger 33' · Poutiainen 73' · Multanen 86' · Mattila 88' | Sân vận động: Koillispuiston jp-nurmi Lượng khán giả: 218 Trọng tài: Sami Kekäläinen |  |

| 8 tháng 3 năm 2014 | GrIFK (2D) | v (4–2 p) | PK-35 Vantaa (1D) | Kauniainen                                                                           |  |
| 14:30 EET          |            |           |                   | Sân vận động: Kauniaisten Keskuskenttä Lượng khán giả: 28 Trọng tài: Hausin Fathulla |  |

| 8 tháng 3 năm 2014 | SalPa (2D) | v | Ilves (1D) | Salo                              |  |
| 14:30 EET          |            |   | Wojcik 56' | Sân vận động: Salon urheilupuisto |  |

| 8 tháng 3 năm 2014 | Töölön Taisto (3D) | v | FC Viikkarit (2D) | Helsinki                                             |  |
| 17:30 EET          |                    |   | Remes 73'         | Sân vận động: Talinhalli Trọng tài: Santeri Nieminen |  |

| 8 tháng 3 năm 2014 | HIFK/4 (6D) | v | FC Viikingit (1D)                                                                              | Helsinki                                                                 |  |
| 17:30 EET          |             |   | Fidan Seferi 3', 7' · Ahonen 9', 84', 87' · Carlos 12', 38' · Faton Seferi 26' · V. Seferi 90' | Sân vận động: Talinhalli Lượng khán giả: 108 Trọng tài: Kasperi Korhonen |  |

| 8 tháng 3 năm 2014 | IF Sibbo-Vargarna (3D) | v (s.h.p.) | JäPS (2D)    | Sipoo                                                     |  |
| 18:00 EET          |                        |            | Kurittu 109' | Sân vận động: Söderkullan tekonurmi Trọng tài: Sami Katko |  |

| 9 tháng 3 năm 2014 | Joensuun Palloseura (3D) | v (s.h.p.) | Siilinjärven Palloseura (3D)                                      | Joensuu                     |  |
| 15:00 EET          | Nevalainen               |            | tháng Mộthonen · Kettunen · Jere Roivainen · Kettunen · Roivainen | Sân vận động: Joensuu Arena |  |

| 9 tháng 3 năm 2014 | PK-37 (2D) | v | JJK Jyväskylä (1D) | Kuopio                                                                          |  |
| 16:00 EET          |            |   | Kari 63'           | Sân vận động: Kuopion keskuskenttä Lượng khán giả: 78 Trọng tài: Anton Mustonen |  |

| 9 tháng 3 năm 2014 | VG-62 (3D) | v | FC Hämeenlinna (2D)    | Naantali                                                                    |  |
| 17:15 EET          |            |   | Suomalainen 68', 90+1' | Sân vận động: Karvetin tekonurmi Lượng khán giả: 100 Trọng tài: Pasi Kallio |  |

| 9 tháng 3 năm 2014 | Etelä-Espoon Pallo (3D)         | v | FC Lahti Akatemia (2D) | Espoo                                                           |  |
| 09:30 EET          | Nikkola 43', 78' · Happonen 76' |   | Tuomi 87'              | Sân vận động: Espoonlahden tekonurmi 2 Trọng tài: Peiman Simani |  |

|  | VIFK (2D) | v | TP-47 (2D) |  |  |
|  |           |   |            |  |  |

Ghi chú
- Ghi chú 1: TP-47 bỏ giải.

## Vòng Bốn
Vòng này có sự tham gia của các đội thắng ở vòng trước và 4 đội ở Veikkausliiga đưới cuối ở vòng bảng của Cúp Liên đoàn. Lễ bốc thăm diễn ra ngày 25 hoặc 26 tháng Hai, các trận đấu diễn ra từ 3 đến 18 tháng Ba.
| 8 tháng 3 năm 2014 | FC Peltirumpu (3D) | v | Atlantis FC (2D)           | Kymenlaakson Sähkö Stadion, Kouvola |  |
| 16:00              | Raatikainen 66'    |   | Tukiainen 22' · Äijälä 76' |                                     |  |

| 12 tháng 3 năm 2014 | Nekalan Pallo (4D) | v | RoPS (TD)                           | Tampere Exhibition and Sports Centre, Tampere |  |
| 18:30               |                    |   | Kokko 31' (ph.đ.), 35' (ph.đ.), 37' |                                               |  |

| 12 tháng 3 năm 2014 | KaPa (2D)    | v (s.h.p.) | Lahti (TD)           | Max Westerberg Areena, Helsinki |  |
| 19:30               | Koivisto 24' |            | Ngueukam 32', 120+4' |                                 |  |

| 15 tháng 3 năm 2014 | FC Kontu Itä-Helsinki (3D) | v | HIFK (1D)                                                                                            | Kontulan liikuntapuisto, Helsinki |  |
| 08:45               |                            |   | Halme 11' · Karlsson 33' · Mustonen 44' · Hänninen 47' (ph.đ.), 66' (ph.đ.) · Peltonen 68', 81', 89' |                                   |  |

| 15 tháng 3 năm 2014 | VIFK (2D)                    | v (s.h.p.) | FC Jazz Pori (1D)         | Botniahalli, Vaasa |  |
|                     | Nordman 1', 15' · Laine 103' |            | Rantala 47' · Ukwuoma 75' |                    |  |

| 15 tháng 3 năm 2014 | HJK-j/Töölö (6D)                     | v | IF Gnistan/Ogeli (4D) | Töölö Sahara tekonurmi, Helsinki |
|                     | Pohja 7' · Koskinen 54' · Vasara 68' |   |                       |                                  |

| 15 tháng 3 năm 2014 | PS Kemi Kings (2D)                   | v | AC Kajaani (3D) | Sauvosaari, Kemi |  |
| 15:00               | Räihä 5' · Eissele 58' · Eissele 67' |   | Nzekwe 90+3'    |                  |  |

| 15 tháng 3 năm 2014 | ÅIFK (2D)          | v | FC Ilves (1D)                                   | Urheilupuiston yläkenttä, Turku |  |
| 15:00               | Ferati 56' (ph.đ.) |   | Petrescu 20' · Hjelm 29', 75' · K. Rantanen 86' |                                 |  |

| 15 tháng 3 năm 2014 | TPV (2D)                              | v | Pallo-Iirot (2D) | Sân vận động Tammela, Tampere |  |
| 15:15               | Jokela 52' · Koroma 68' · Muhumud 90' |   | Tuuri 17'        |                               |  |

| 15 tháng 3 năm 2014 | Sudet (3D) | v | Siilinjärven Palloseura (3D)                     | Kouvolan keskuskenttä, Kouvola |  |
| 15:30               | Äijö 33'   |   | tháng Mộthonen 77' · tháng Batikainen 80' (l.n.) |                                |  |

| 15 tháng 3 năm 2014 | Järvenpään Palloseura (2D) | v | Kotkan Työväen Palloilijat (1D) | Järvenpään keskuskenttä, Järvenpää |  |
| 17:00               | Liesjärvi 45'              |   |                                 |                                    |  |

| 15 tháng 3 năm 2014 | FC Hämeenlinna (2D)  | v | FF Jaro (TD) | Kaurialan kenttä, Hämeenlinna |  |
| 19:30               | Suomalainen 48', 76' |   | Kronholm 24' | Trọng tài: Atte Jussila       |  |

| 16 tháng 3 năm 2014 | Nurmijärven Jalkapalloseura (3D) | v | FC Viikkarit (2D) | Klaukkalan urheilualue, Nurmijärvi |  |
| 13:30               | Murtomaa 83' (ph.đ.)             |   |                   |                                    |  |

| 16 tháng 3 năm 2014 | LeKi-Futis (4D) | v | Jakobstads Bollklubb (2D) | Sääksjärven tn, Lempäälä |  |
| 14:00               |                 |   | Forsen 11' · Knuts 90'    |                          |  |

| 19 tháng 3 năm 2014                      | Bollklubben-46 (2D)                    | v (s.h.p.) (4–3 p)                              | FC Viikingit (1D)     | Karis sportplan, Karis |  |
| 18:00                                    | Kuqi 90' · Soares 98' · Pihlström 100' |                                                 | Seferi 75', 93', 119' |                        |  |
|                                          |                                        | Loạt sút luân lưu                               |                       |                        |  |
| Soares · Brain · Lucas · Tamminen · Kuqi |                                        | Carlos · Lönnström · Ahonen · Kinnunen · Nyberg |                       |                        |  |

| 19 tháng 3 năm 2014 | AC Oulu (1D) | v | TPS (TD)                                | Raatti Stadium, Koskikeskus |  |
| 18:00               |              |   | Lehtonen 20', 69', 74' · Tamminen 90+3' |                             |  |

| 19 tháng 3 năm 2014 | Klubi-04 (2D)                 | v (s.h.p.) | Valkeakosken Haka (1D)                       | Sân vận động Sonera, Helsinki |  |
| 18:30               | Jouini 21', 26' · Pyysalo 66' |            | Multanen 8' (ph.đ.), 40', 75' · Metzger 107' |                               |  |

| 19 tháng 3 năm 2014 | Etelä-Espoon Pallo (3D) | v | JJK (1D)                                   | Matinkylän TN 2, Espoo     |  |
| 19:00               |                         |   | R.Taylor 8' · Kari 19', 68' · Lehtonen 77' | Trọng tài: Hausin Fathulla |  |

| 19 tháng 3 năm 2014 | Kiffen (3D)           | v (s.h.p.) | Grankulla IFK (2D)         | Töölön Pallokenttä, Helsinki |  |
| 20:00               | Oikarinen 63' (ph.đ.) |            | Luoto 61' · Britschgi 119' |                              |  |

| 22 tháng 3 năm 2014                                        | FC Futura Porvoo (2D) | v (s.h.p.) (4–2 p)                                                        | Ekenäs Idrottsförening (2D) | Porvoon keskuskenttä, Porvoo                   |  |
| 16:00                                                      |                       |                                                                           |                             | Lượng khán giả: 151 Trọng tài: Hausin Fathulla |  |
|                                                            |                       | Loạt sút luân lưu                                                         |                             |                                                |  |
| Britschgi · tháng Tưiamashvili · Ahlfors · Majander · Pösö |                       | Phạt đền hỏng · Phạt đền thành công · Phạt đền thành công · Phạt đền hỏng |                             |                                                |  |

## Vòng Năm
Ở Vòng Năm, 4 đội bóng thua ở tứ kết Cúp Liên đoàn tham gia giải. Lễ bốc thăm diễn ra vào ngày 14 tháng Ba, và các trận đấu diễn ra từ 19 tháng Ba đến 3 tháng Tư.
| 22 tháng 3 năm 2014 | FC Ilves (1D) | v | RoPS (TD)                             | Sân vận động Tammela, Tampere |  |
| 14:00               |               |   | Lahdenmäki 8' · Kokko 55' · Roiha 83' |                               |  |

| 23 tháng 3 năm 2014 | VIFK (2D) | v | FC Inter Turku (TD)          | Hietalahti Stadium, Vaasa |  |
| 17:00               |           |   | Sirbiladze 6' · Paajanen 48' |                           |  |

| 27 tháng 3 năm 2014 | Nurmijärven Jalkapalloseura (3D) | v | Lahti (TD)                                                                                       | Klaukkalan urheilualue, Nurmijärvi |  |
| 20:00               |                                  |   | Shala 39' (ph.đ.) · Hietikko 41' · Hauhia 47' · Ngueukam 56' (ph.đ.) · Rafael 75' · Klinga 90+1' |                                    |  |

| 28 tháng 3 năm 2014 | HIFK (1D)                                                                                | v | FC Futura Porvoo (2D) | Töölön Pallokenttä, Helsinki |  |
| 20:00               | Karlsson 24' · Mustonen 36', 44', 53' · Rexhepi 39' · Peltonen 58' · Oikkonen 88' (l.n.) |   | Backman 82'           |                              |  |

| 29 tháng 3 năm 2014 | Jakobstads Bollklubb (2D) | v | FC Honka Espoo (TD)                        | Tellushalli, Jakobstad |  |
| 14:00               | Nyman 90+1'               |   | Vasara 37' · M. Hetemaj 40' · Väisänen 69' | Lượng khán giả: 295    |  |

| 29 tháng 3 năm 2014 | FC Hämeenlinna (2D)              | v (s.h.p.) | TPV (2D)                   | Pullerin tn, Hämeenlinna |  |
| 18:30               | 26' (l.n.) · Topinoja 103', 118' |            | Korsunov 64' · Koroma 103' |                          |  |

| 30 tháng 3 năm 2014 | Grankulla IFK (2D) | v | MyPa (TD)     | Kauniaisten Keskuskenttä, Kauniainen |  |
| 12:45               |                    |   | Dema 10', 50' |                                      |  |

| 1 tháng 4 năm 2014 | Järvenpään Palloseura (2D) | v | JJK (1D)                           | Järvenpään keskuskenttä, Järvenpää |  |
| 18:00              | Kurittu 37'                |   | Hilska 12', 24' · Kari 23' (ph.đ.) |                                    |  |

| 2 tháng 4 năm 2014              | PS Kemi Kings (2D) | v (s.h.p.) (2–4 p)                                  | TPS (TD)    | Sauvosaari, Kemi |  |
| 19:00                           | Bitsindou 44'      |                                                     | De John 45' |                  |  |
|                                 |                    | Loạt sút luân lưu                                   |             |                  |  |
| Smith · Erceg · Ions · Mansaray |                    | Hradecky · Rähmönen · Lehtonen · Tamminen · Peltola |             |                  |  |

| 3 tháng 4 năm 2014 | Atlantis FC (2D)          | v | Bollklubben-46 (2D) | Töölön Pallokenttä, Helsinki |  |
| 18:30              | Äijälä 25' · Teelahti 79' |   |                     |                              |  |

| 4 tháng 4 năm 2014 | HJK-j/Töölö (6D) | v | KuPS (TD)                                                                              | Sân vận động Sonera, Helsinki |  |
| 18:00              |                  |   | Ilo 14' (ph.đ.), 19' · Purje 27', 28' · Sohna 40' · Paananen 50', 88' · Savolainen 60' |                               |  |

| 5 tháng 4 năm 2014 | SiPS (3D) | v | Haka (1D)                                     | Ahmo urheilualue, Siilinjärvi |  |
| 15:00              |           |   | Muikhông cón 1' · Multanen 38', 49', 76', 85' |                               |  |

## Vòng Sáu
Vòng này có thêm sự tham gia của 4 đội ở Veikkausliiga còn lại. Các trận đấu diễn ra vào 15–17 tháng Tư. Lễ bốc thăm diễn ra vào ngày 1 tháng Tư.
| 15 tháng 4 năm 2014 | HIFK (1D) | v (s.h.p.) | SJK (TD)    | Töölön Pallokenttä, Helsinki |  |
| 18:30               |           |            | Pelvas 103' |                              |  |

| 16 tháng 4 năm 2014 | FC Honka Espoo (TD) | v | KuPS (TD)                    | Tapiolan Urheilupuisto, Tapiola |  |
| 15:00               |                     |   | Purje 35', 39' · Ćatović 42' |                                 |  |

| 16 tháng 4 năm 2014 | FC Inter Turku (TD)                             | v | MyPa (TD) | Veritas Stadion, Turku |  |
| 17:00               | Lehtonen 37' · Sirbiladze 65' · Gruborovics 84' |   |           |                        |  |

| 16 tháng 4 năm 2014 | JJK (1D) | v | TPS (TD) | Harjun stadion, Jyväskylä |  |
| 17:30               | Kari 72' |   |          |                           |  |

| 16 tháng 4 năm 2014 | FC Hämeenlinna (2D)            | v | IFK Mariehamn (TD)                                       | Kaurialan kenttä, Hämeenlinna |  |
| 18:30               | Je. Saarinen 40' · Purosto 74' |   | Forsell 45+1' · Purosto 67' (l.n.) · Solignac 77', 90+2' |                               |  |

| 16 tháng 4 năm 2014 | VPS (TD) | v (s.h.p.) | FC Lahti (TD) | Hietalahti Stadium, Vaasa |  |
| 18:30               |          |            | Rafael 111'   |                           |  |

| 16 tháng 4 năm 2014 | HJK (TD)             | v | RoPS (TD) | Sân vận động Sonera, Helsinki |  |
| 19:00               | Kandji 8' · Baah 15' |   |           |                               |  |

| 17 tháng 4 năm 2014 | Atlantis FC (2D)   | v | Haka (1D)                                  | Töölön Pallokenttä, Helsinki |  |
| 17:00               | Äijälä 61' (ph.đ.) |   | tháng Bakkula 15' · Multanen 42', 71', 76' |                              |  |

## Tứ kết
Các trận tứ kết diễn ra vào ngày 30 tháng 4 năm 2014. Lễ bốc thăm diễn ra vào ngày 17 tháng Tư.
| 30 tháng 4 năm 2014 | IFK Mariehamn (TD)    | v | JJK (1D) | Wiklöf Holding Arena, Mariehamn |  |
| 17:00               | Sid 30' · Ribeiro 68' |   |          |                                 |  |

| 30 tháng 4 năm 2014 | Haka (1D) | v | HJK (TD)                        | Tehtaan kenttä, Valkeakoski |  |
| 17:30               |           |   | Oussou 59' · Lod 76' · Alho 88' |                             |  |

| 30 tháng 4 năm 2014 | KuPS (TD)       | v | FC Inter Turku (TD)             | Savon Sanomat Areena, Kuopio |  |
| 18:00               | tháng Bakić 73' |   | Hämäläinen 11' · Sirbiladze 50' |                              |  |

| 30 tháng 4 năm 2014 | SJK (TD) | v | FC Lahti (TD)        | Seinäjoen keskuskenttä, Seinäjoki |  |
| 18:00               |          |   | Ngueukam 45' (ph.đ.) |                                   |  |

## Bán kết
Các trận Bán kết diễn ra ngày 16 tháng 8 năm 2014. Lễ bốc thăm Bán kết được tổ chức ngày 20 tháng Năm.
| 16 tháng 8 năm 2014 | FC Lahti (TD) | v (s.h.p.) | FC Inter (TD)                     | Kisapuisto, Lahti |  |
| 16:00               | Ngueukam 78'  |            | Hämäläinen 45+2' · Sirbiladze 97' |                   |  |

| 16 tháng 8 năm 2014 | IFK Mariehamn (TD) | v | HJK (TD)              | Wiklöf Holding Arena, Mariehamn |  |
| 19:00               | Solignac 70'       |   | Baah 29' · Kandji 51' |                                 |  |

## Chung kết
Trận Chung kết Cúp bóng đá Phần Lan 2014 diễn ra vào ngày 1 tháng 11 năm 2014.
| HJK Helsinki (TD)                           | v (s.h.p.) | FC Inter (TD)                     |
| ------------------------------------------- | ---------- | --------------------------------- |
|                                             |            |                                   |
| Loạt sút luân lưu                           |            |                                   |
| Kandji · Perovuo · Väyrynen · Baah · Savage | 5-3        | Ojala · Aho · Nyman · Gruborovics |